# Emilio Balcarce
Emilio Juan Sitano, más conocido como Emilio Balcarce (Buenos Aires, 22 de febrero de 1918 – ibídem, 19 de enero de 2011), fue un violinista, bandoneonista, director, arreglador y compositor argentino.

## Biografía
Atraído por la música, su primer instrumento fue el mandolín. Estudió violín de los 7 a los 13 años con Orlando Paiva y Cayetano Marconi, y contrapunto, armonía y fuga con el maestro Juan Elher, ingresando al conjunto de Ricardo Ivaldi en 1935 como sucesor de su hermano y para hacer algunos arreglos. Con él, tocó en bailes, confiterías, en el balneario "El Indio", de Vicente López y en los entreactos de obras teatrales. 
En 1939, convocado por Emilio Orlando y con Alberto Demari (llamado luego Marino), dirigió y realizó arreglos para su conjunto. En 1940, con poco más de 20 años, formó su propia orquesta, donde reemplazó el violín por el bandoneón, aunque retornó al violín para relacionarse laboralmente con la orquesta de Edgardo Donato. Tras su labor aquí, volvió a su orquesta, donde tuvo como cantante a Alberto Marino.
Con la desvinculación de Alberto Castillo con Ricardo Tanturi, Balcarce trabajó en los comienzos como solista de este y fue su director en 1943, logrando exitosos temas musicales como Mano blanca, Anclao en París, Charol y Amarras, que fueron interpretados principalmente en bailes de Carnaval y en Radio Belgrano (antiguamente llamada LR3), llegando a los discos.
En 1944, con su propio conjunto, convocó al cantor Jorge Durán y formó rubro con Amadeo Mandarino en 1945 y con Osvaldo Bazán en 1946. Alternando a la actividad con otras grandes figuras del tango, en 1947 con la ida de Marino de la orquesta de Aníbal Troilo, este vuelve a trabajar con Emilio Balcarce, incluso en discos, componiendo tangos muy populares como Organito de la tarde, El motivo, Desencuentro o La muchacha del circo. 
Continuó, desde 1948, como arreglador musical en las orquestas de Aníbal Troilo, Alfredo Gobbi, Francini-Pontier, José Basso, Leopoldo Federico, entre otros.
Su popularidad se acrecentó con el estreno de La Bordona, considerada su máxima creación, que grabó Pichuco en 1956. En 1949, fue contratado para integrar la orquesta de Osvaldo Pugliese, que quedó formada por Camerano, Herrero, Carrasco y Balcarce en violines, Osvaldo Ruggiero, Esteban Enrique Gilardi, Jorge Caldara y Oscar Castagniaro en bandoneones, Aniceto Rossi en contrabajo y Pugliese en el piano. El 27 de septiembre de 1949 grabaron un tango compuesto por Balcarce titulado: Bien compadre.
Con aquella orquesta permaneció durante 19 años, hasta 1968, en los cuales alcanzó a posicionarse como segundo violín -Herrero fue desde 1955 primer atril- y junto a Julián Plaza y Osvaldo Pugliese (también Ruggiero en una primera etapa) fueron a través de las orquestaciones definiendo un estilo propio. Sus trabajos más importantes los logró con El tobiano (1950), Pasional (1951), Si sos brujo (1952), Caminito soleado (1953), Por una muñeca (Odeón, 1954), Adios Nonino (1962), Candombe blanco (1962) y Cardo y malvón (Philips, 1963). 
Con sus compañeros Osvaldo Ruggiero, Víctor Lavallén, Cacho Herrero, Julián Plaza, Aniceto Rossi y Jorge Maciel, formaron el Sexteto Tango, viajando por Japón, Francia, Rusia, España, Holanda y todos los países de Sudamérica y grabando para el sello RCA Víctor. Durante la década del 70` formaron parte del elenco estable de "El Viejo Almacén", de Edmundo Rivero. Tras muchos años de actuación, el sexteto tuvo algunos cambios y Emilio decidió retirarse radicándose en la provincia de Neuquén.
Gracias a una propuesta de Ignacio Varchausky a la Secretaría de Cultura de la Ciudad de Buenos Aires, en 2000 se creó la Orquesta Escuela de Tango Emilio Balcarce (OET), eligiéndose como director de esta al ya mencionado músico. La Orquesta Escuela, que fue creada con el fin de rememorar la época de oro del tango, lleva ya editados dos discos: De contrapunto (2000) y Bien compadre (2004), lanzados por Epsa Music.
El proyecto fue apoyado por músicos como Julián Plaza, Ernesto Franco, Horacio Salgán, Leopoldo Federico y Alcides Rossi, entre otros. La escuela permite que los estudiantes puedan formarse e interiorizarse en los más importantes estilos orquestales de la historia musical de Buenos Aires, con un programa de estudios que se desarrolla a lo largo de dos años. En diciembre de 2001 egresó la primera promoción de músicos capacitados en sus filas.
En 2005 participó del documental Si sos brujo: una historia de tango, que habla sobre el proyecto de la Orquesta Escuela de Tango, según el cual se convocó a sobrevivientes de las orquestas típicas de antaño para que pasen arreglos, maneras y yeites a la nueva generación. Con dirección de Caroline Neal, participaron también Leopoldo Federico y Atilio Stampone. En 2008, con 90 años, abandonó el cargo, siendo reemplazado por el actual director de orquesta: Néstor Marconi.
Ese mismo año incursionó con Alberto Podestá y Mariano Mores en el proyecto Café de los maestros, que se presentó en el Teatro Colón, Argentino y Luna Park y obtuvo ya un premio Clarín como Mejor Documental y siete nominaciones. Fue declarado Académico de Honor de la Academia Nacional del Tango, Ciudadano Ilustre de Villa Urquiza y de la ciudad de Buenos Aires, y distinguido con el Diploma a la Gloria del Tango por la Academia Porteña del Lunfardo. Con Sexteto Tango, obtuvo dos premios Konex en 1985 y 1995.
Falleció en un sanatorio de Buenos Aires, el 19 de enero de 2011, a causa de una afección pulmonar poco antes de cumplir 93 años.